# قلعة الرستاق
قلعة الرستاق اسمها فارسي ويعني المنطقة الأمامية أو الواقعة على الحدود، وتعتبر أعلى قلاع سلطنة عُمان، حيث تقع على سفح جبال الحجر على حافة سهل الباطنة.
تاريخ البناء الأصلي مجهول ويقدر أن أول بناء له كان من قبل الفرس قبل الإسلام بأربعة قرون، في عهد كسرى انو شروان ابن قباذ. ثم أنشئت القلعة بصورتها الحالية على الخرائب الفارسية وذلك حوالي عام 1250.

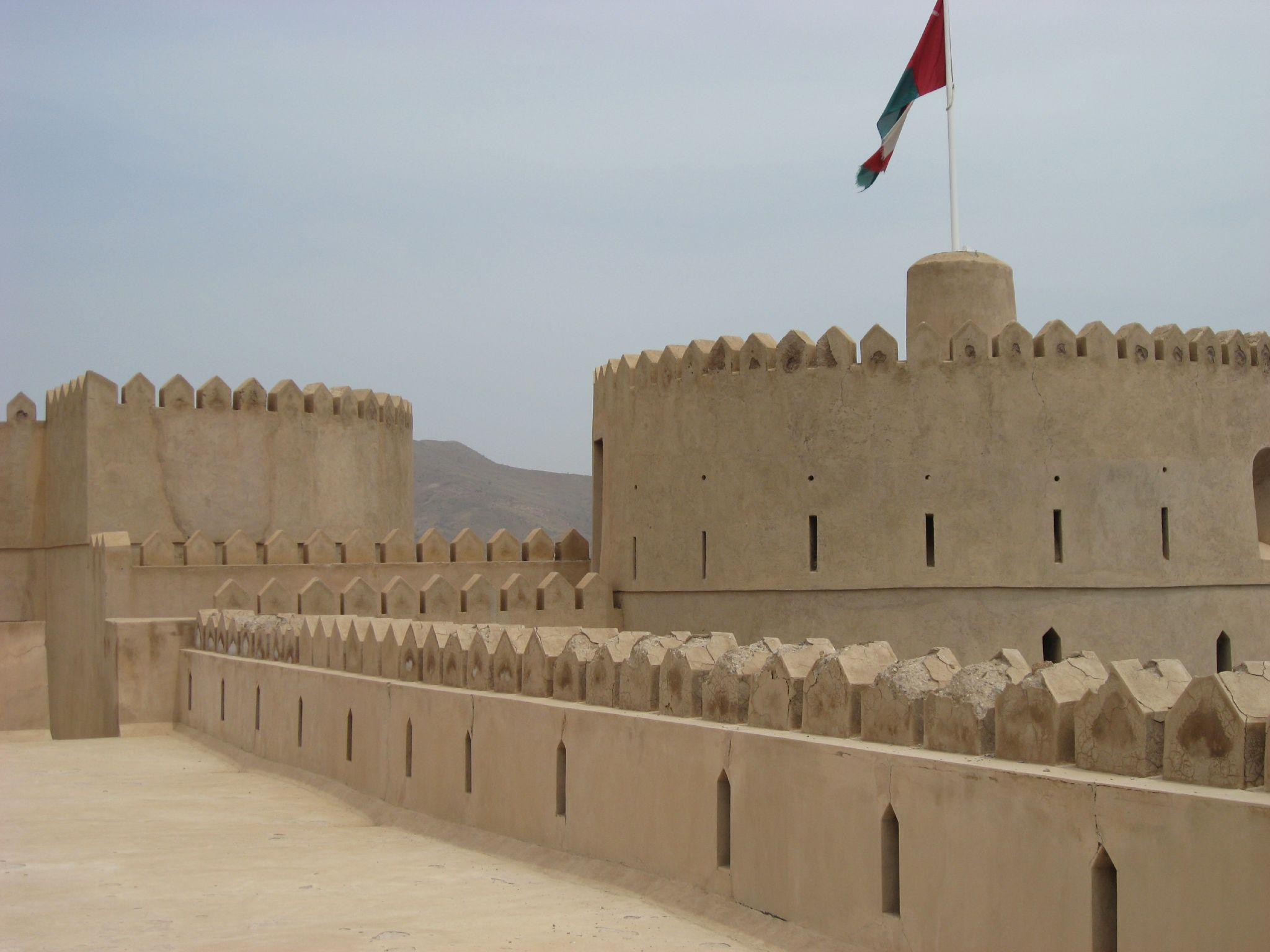
قلعة الرستاق

## هيئة القلعة
شكل القلعة الأصلي كان عبارة عن برج مثلث الشكل وبارتفاع الجدارن ما يقرب 13مترا. لكن القلعة بشكلها الحالي عموما أعيد بناؤه على يد أول أئمة أسرة اليعاربة في الفترة من 1624-1649. وفي الفترة بين 1744-1936 تم بناء أبراج إضافية، فقد قام الامام أحمد بن سعيد البوسعيدي ببناء توسعة وأبراجا وتحصينات عدة، وفي سنة 1936 أضاف الإمام محمد بن عبد الله الخليلي حواجز وتحصينات دفاعية أخرى. أعيد ترميمها بشكل كامل عام 1999.
تتكون القلعة من طابقين رئيسيين وطابق أرضي، وتحتوي على غرف سكن ومخازن للأسلحة وغرفة استقبال وزانازين وبه عدة ابار ومسجد البياضه وضريح الامام سيف بن سلطان (قيد الأرض) وقد قامت الوزارة بترميم الحصن عام 1407هـ-1986م.

### الأبراج
للقلعة أربعة أبراج رئيسية:
- البرج الأحمر، يرتفع أكثر من 16 مترا بقطر يوازي تسعة أمتار ونصف.
- برج الريح، وقد بناه الأمام سيف بن سلطان اليعربي ويرتفع 18 مترا وبقطر مقداره 12متراً، ويحيط بالسور الخاص بهذا البرج مائة مثلث زخرفي.
- برج الشياطين، بناه أيضا الأمام سيف بن سلطان اليعربي بارتفاع 18 متر ونصف المتر، وبقطر ستة أمتار تقريباً، ويحيط سوره خمسة مثلثات زخرفية.
- برج الحديث، بناه الإمام أحمد بن سعيد البوسعيدي، بارتفاع 11 مترا ونصف المتر، ويحيط به ثمانون مثلث زخرفي ويرفع عليه العلم. يتكون بشكل عام من ثلاثة طوابق، إلا أن الطابق الأرضي مردوم. أما الثاني فيوجد به فتحات للمدافع ويتوسطه عمود مركزي لحمل جسور خشبية يقوم عليها سقف مسطح وعلى هذا العمود تثبت اوتاد خشبية لتعليق الأسلحة.

### مداخل القلعة
للقلعة أربعة بوابات:
- صباح اليعاربة
- العلعال
- الوسطى
- صباح السرحة

## التسليح
كانت قلعة الرستاق تحتوي عشرة مدافع. أربعة في البرج الحديث، وثلاثة في برج الريح، والثلاث الأخرى في أسفل القلعة.

## وصلات خارجية
- القلاع والحصون من موقع وزارة الإعلام العمانية

## مواضيع متعلقة
- قائمة بقلاع وحصون عمان